# Leptotes cassius
La yuyera (Leptotes cassius) es una especie de mariposa de la familia Lycaenidae, natural de la región neotropical.

## Distribución y hábitat
Su área de distribución se extiende en América, desde el sur de Estados Unidos, México, el Caribe, América Central y Sudamérica.

## Taxonomía
Se reconocen las siguientes subespecies:
- Leptotes cassius cassius
- Leptotes cassius cassidula (Boisduval, 1870)
- Leptotes cassius cassioides (Boisduval, 1870)
- Leptotes cassius catilina (Fabricius, 1793)
- Leptotes cassius striata (Edwards, 1877)
- Leptotes cassius theonus (Lucas, 1857)